# MC Danny
Danielle Porto Deloste (São Paulo, 4 de fevereiro de 1998), mais conhecida pelo nome artístico MC Danny, é uma cantora e compositora brasileira.

## Biografia e carreira
Danielle Porto nasceu em 4 de fevereiro de 1998 e cresceu no Jardim Pinhal, Zona Leste de São Paulo. Antes de ficar famosa, a cantora já trabalhou em lava-rápido, entregadora de panfletos, atendente de fast-food e gerente de loja de shopping, tudo isso para manter as contas em dia, sonhar e investir na carreira musical.
Ficou em 1º e 3º lugar nas paradas musicais do Spotify com as músicas "Toma Toma Vapo Vapo", com Zé Felipe, e "Ameaça", com Paulo Pires e Marcynho Sensação. Alcançou a posição #30 no Spotify Brasil na música "Ai, Papai", lançada em 2022 com a participação da cantora Anitta e Hitmaker.
No início de sua carreira, ela lançou, três singles intitulado: "Não confunda", conhecida pelos seus hits," Xerecard", "Não Pode Se Apaixonar", "Eu Não Tô Ligando", a soma das três músicas já ultrapassam cerca de 42 milhões de views streams nas plataformas digitais. Ela começou no mundo do Funk com o "Funk Consciente", uma de suas maiores inspirações é MC Daleste, e quando criança ouvindo as músicas dele, escutou o nome do seu bairro na música, o que o deu um empurrão maior para que ela entendesse, que era isso que queria pra sua vida, levar a comunidade do Jardim Sinhá para o mundo, mostrar seu potencial. Além disso, Ludmilla, que na época usava outro nome, também foi uma grande inspiração, por ser uma mulher negra, periférica e dentro do funk. A sua família, principalmente sua mãe e sua avó sempre deram todo suporte e acreditam no seu sonho, o que sempre ajudou muito em sua carreira, além de todo o apoio dos seus fãs, que sempre a recebem em todos seus shows. Hoje Danny renovou o gênero e começou em outra tendência, o Brega funk.

## Discografia

### Álbuns de estúdio
- Versátil (2021)

### Singles
- Toma Toma Vapo Vapo (part. Zé Felipe) (2021)
- Ameaça (part. Marcynho Sensação e Paulo Pires) (2021)
- Aí, Papai (part. Anitta & HITMAKER) (2022)